# Andrzej Kowalski (1930–2004)
Andrzej Seweryn Kowalski (ur. 23 października 1930 w Sosnowcu, zm. 11 kwietnia 2004 w Katowicach) – polski artysta malarz, grafik, pisarz, eseista, pedagog.

## Życiorys
W 1955 r. ukończył studia na Wydziale Malarstwa krakowskiej ASP, uzyskując dyplomy: malarza u Adama Marczyńskiego i grafika u Ludwika Gardowskiego. Od 1957 r. był członkiem Grupy Zagłębie, a od 1958 r. członkiem Grupy Krakowskiej. W latach 1958–1959 był członkiem zespołu redakcyjnego „Zebry”, gdzie drukował cykl krótkich impresji. Od 1958 do 1960 r. współpracował z eksperymentalnym „Teatrem 38” w Krakowie. W 1965 został członkiem Grupy Arkat. Od 1959 do 2003 r. pracował w katowickiej filii ASP w Krakowie, pełniąc m.in. funkcje dziekana i prorektora; kierował Pracownią Rysunku i Malarstwa, następnie Katedrą Kształcenia Ogólnoplastycznego. W latach 1972–1975 był prodziekanem, a od 1981 r. dziekanem; zrezygnował w 1982 po okresie internowania (13 XII 1981) w stanie wojennym. W latach 1975–1978 wykładał też w filii Uniwersytetu Śląskiego w Cieszynie na Wydziale Pedagogiczno-Artystycznym, a w latach 1989–1990 na Wydziale RTV UŚ. W 1982 r. został członkiem Biskupiego Komitetu Pomocy Uwięzionym i Internowanym w Katowicach.
W latach 50. malował abstrakcyjne obrazy, budowane z dużych, nieregularnych, kolorowych (z przewagą żółcieni, brązów) płaszczyzn, harmonicznie zrównoważonych wewnętrzną geometrią obrazu. W 2 poł. lat 60. wprowadził przedmiot do swych obrazów. Jednocześnie jego abstrakcje stały się bardziej fakturalne, a obrazy figuralne bardziej ekspresyjne (Pietà wietnamska, 1967) i metaforyczne (Śmierć konia, 1969). W latach 70. zaprzestał działalności wystawienniczej.
W latach 80. był silnie związany z ruchem kultury niezależnej (wystawiennictwo kościelne). Oprócz obrazów abstrakcyjnych, maluje liczne sceny ekspresyjne. Od lat 70. realizuje liczne projekty sakralne m.in. w Będzinie (kościół św. Trójcy, 1974), Mikołowie – Kamionce (1976), Boguszowicach (1978), Jaśle (1980), Brudzowicach koło Siewierza: obraz w ołtarzu głównym, droga krzyżowa (1985), Świętochłowicach – Chropaczowie (droga krzyżowa w kościele, 1991).
Jego twórczość obejmuje malarstwo sztalugowe, ścienne, mozaikę, rysunek i grafikę. Wystawiał swoje prace w kraju i za granicą. Prace artysty znajdują się w zbiorach m.in. Galerii Sztuki Współczesnej BWA w Katowicach, Muzeum Śląskiego w Katowicach, Muzeum Historii Katowic, Muzeum Archidiecezjalnego w Katowicach, Muzeum Górnośląskiego w Bytomiu oraz licznych kolekcjach prywatnych.
Jest autorem powieści „Powrót”, wydanej przez PAX pod pseudonimem Andrzej Seweryn; publikował również w czasopismach drugiego obiegu pod pseudonimem Andrzej Surowiec.
W 1993 odznaczony Krzyżem Kawalerskim Orderu Odrodzenia Polski